# Хавунка, Андрей Васильевич
Андрей Васильевич Хавунка (род. 9 марта 1967, Кривой Рог, Днепропетровская область) — украинский певец. Народный артист Украины (2019).

## Биография
Родился 9 марта 1967 года в городе Кривой Рог.
Окончил Национальный университет «Львовская политехника». Окончил вокальный факультет Львовской национальной музыкальной академии имени Николая Лысенко.
Участник революции на граните.
С 2002 года работает в вокальном ансамбле «Орфей».

## Творческая деятельность
Исполнитель песен:
- Чёрные вороны;
- Лета проходят;
- Стоишь ли ты того?;
- Облака грознее сошлись над головой;
- Засматриваюсь в твои зрачки;
- В полнолунную ночь;
- Вечер и рады свечи;
- Девушка любимая, иди сядь возле меня;
- Аист;
- Худшее — это обман в себе;
- Приснятся белые весны, аж сердце лебедеет…;
- Прости, если сумеешь, за оскорбление;
- Полотенце;
- Утомлённый город уже спит;
- Тихо, там слышен лёт уток;
- Чёрный совет;
- Чёрный ворон;
- Ярина.

## Награды
- Народный артист Украины (16 мая 2019)[1];
- Заслуженный артист Украины (5 мая 2009)[2].